# حسن جوهر
الدكتور حسن عبدالله جوهر (مواليد 12 يونيو 1960) سياسي كويتي ، عضو مجلس الأمة السابق خلال الفترة 15 ديسمبر 2020 حتى 15 فبراير 2024

## سيرته
يعتبر حسن جوهر أول كويتي شيعي بتاريخ الكويت يفوز بجميع الانتخابات النيابية (غير المُبطلة) التي خاضها 7 مرات بدون أي خسارة، فهو أستاذ بالعلوم السياسية بجامعة الكويت وحاصل على درجة دكتوراه الفلسفة في العلوم السياسية، تخصص العلاقات الدولية والسياسـة المقارنة من جامعة ولاية فلوريدا في الولايات المتحدة الأمريكية في عام 1989. حيثُ تم انتخابه أربع مرات متتالية عن الدائرة الانتخابية الثامنة (حولي) بنظام الـ25 دائرة منذ انتخابات 1996 التي خاضها للمرة الأولى، والمرة الخامسة عام 2008 والمرة السادسة عام 2009 والمرة السابعة عام 2020 عن الدائرة الأولى وفق نظام الـ5 دوائر. وخلال انتخابات مجلس الأمة الكويتي 2020 حصل حسن جوهر على أعلى عدد من الأصوات في الدائرة الانتخابية الأولى منذ إقرار نظام الصوت الواحد، حيثُ نال ثقة 5,849 من الناخبين.

## الخبرات العملية

### مجلس الأمة الكويتي
- عضو مجلس الأمة (الفصل التشريعي الثالث عشر) رئيس لجنة شؤون التعليم والثقافة والإرشاد
- عضو مجلس الأمة (الفصل التشريعي الثاني عشر) عضو لجنة شؤون التعليم والثقافة والإرشاد
- عضو مجلس الأمة (الفصل التشريعي الحادي عشر) مقرر لجنة شؤون التعليم والثقافة والإرشاد
- عضو مجلس الأمة (الفصل التشريعي العاشر) عضوية اللجان البرلمانية: رئيس وعضـو لجنة شؤون التعليم والثقافة والإرشاد، عضو لجنة الرد على الخطاب الأميري، عضو لجنة شؤون المرأة
- عضو مجلس الأمة (الفصل التشريعي التاسع) عضوية اللجان البرلمانية: عضو ومقرر لجنة شؤون التعليم والثقافة والإرشاد، عضو لجنة الرد على الخطاب الأميري، عضو لجنة شؤون الإسكان.
- عضو مجلس الأمة (الفصل التشريعي الثامن). عضوية اللجان البرلمانية: عضو ومقرر لجنة شؤون الإسكان، عضو ومقرر لجنة شؤون التعليم والثقافة والإرشاد، عضو لجنة الرد على الخطاب الأميري، عضو لجنة الرد على برنامج الحكومة.

### التدريس
درس في جامعة الكويت. كلية التجارة والاقتصاد والعلوم السياسية. قسم العلوم السياسية 1991-1996 و 2012-2020. مقررات تم تدريسها:
مقدمة علوم سياسية، حكومة وسياسة الكويت، مقدمة في السياسة الدولية، سياسات الشرق الأوسط الدولية، نظريات السياسة الدولية، سياسة الكويت الخارجية، حلقة نقاشية: شؤون إيران والخليج، حلقة دراسية في طرق البحث العلمي، قضايا دولية معاصرة.

### الصحافة
- كاتب صحفي، مجلة «الطليعة» الأسبوعية الكويتية، 1994-2003.
- كاتب صحفي، جريدة «الراي» اليومية الكويتية. 1994-1996.
- كاتب صحفي، جريدة «الوطن» اليومية الكويتية. 1994-2000.
- كاتب صحفي، جريدة «الجريدة» اليومية الكويتية. 2007-الوقت الحاضر.

### أخرى
- محلل ومعلق سياسي، وزارة الإعلام. إدارة الأخبار والبرامـج السياسية. 1992-1996.
- معيد عضو بعثة، جامعة الكويت. كلية التجارة والاقتصاد والعلوم السياسية. قسم العلوم السياسية. 1989-1982.
- موظف، وزارة الإعلام. إدارة المخازن. 1982-1980.

## على مستوى القسم العلمي
- عضو اللجنة الأكاديمية في قسم العلوم السياسية (1996-95).
- عضو لجنة البحوث في قسم العلوم السياسية (1995-93).
- المرشد العام في قسم العلوم السياسية (1995-93).
- عضو لجنة الاستشارات والتدريب في قسم العلوم السياسية (1995-93).
- عضو لجنة الإرشاد والجدول في قسم العلوم السياسية (1995-93)
- عضو اللجنة الثقافية في قسم العلوم السياسية (1993-92).
- عضو لجنة البعثات في قسم العلوم السياسية (1996-92).

## على مستوى الكلية
- ممثل أعضاء هيئة التدريس الكويتيين من المدرسين في مجلس كلية التجارة والاقتصاد والعلوم السياسية (1994-93).
- عضو لجنة تحسين وتطوير خدمات الحاسب الآلي بكلية التجارة والاقتصاد والعلوم السياسية (1994-93).

## الأنشطة العلمية والاجتماعية
- عضو جمعية حماية البيئة الكويتية منذ عام 1999.
- عضو النادي العربي الرياضي منذ عام 1998.
- عضو جمعية حقوق الإنسان الكويتية منذ عام 1997.
- عضو جمعية حماية الأموال العامة الكويتية منذ عام 1997.
- عضو جمعية الصحفيين الكويتية منذ عام 1995.
- عضو جمعية الدراسات الدولية (I.S.A.) منذ عام 1994.
- عضو منظمة العفو الدولية، فرع الكويت منذ عام 1994.
- عضو جمعية العلوم السياسية الأمريكية (A.P.S.A.) منذ عام 1989.

## الندوات والمشاركات العلمية
- ديسمبر 2005: المشاركة في ندوة الإصلاح السياسي في الوطن العربي من منظور مقارن. وحدة الدراسات الأوربية – الخليجية، كلية العلوم الاجتماعية، جامعة الكويت (4-5 ديسمبر 2005). تقديم ورقة بحث بعنوان: «الشرق الأوسط الكبير: قراءة مختلفة في معطيات المكان والزمان».
- ديسمبر 2005: المشاركة في المؤتمر الوطني حول الأبعاد التربوية لعلاج ظاهرة الإرهاب والتطرف في دولة الكويت. وزارة التعليم العالي، الكويت. (1-2 ديسمبر 2005). تقديم ورقة بحث بعنوان: «علاج ظاهرة الإرهاب والتطرف بدولة الكويت: البعد التعليمي وأثره في محاربة مفاهيم التطرف والإرهاب».
- مارس 2005:المشاركة في المؤتمر السنوي الخامس عشر لأمن الخليج. معهد الدراسات السياسية والدولية (IPIS)، وزارة الخارجية. طهران، الجمهورية الإسلامية الإيرانية (1-3 مارس 2005). تقديم ورقة بحث بعنوان: «جدلية الأمن والتدخل الخارجي في الشرق الأوسط في مرحلة ما بعد العصر الوستفالي».
- أكتوبر 2003: المشاركة في المؤتمر الدولي السنوي للجامعة الأمريكية. بيوبلا، المكسيك (11-8 أكتوبر 2003). The University Of Americas. Puebla, Mexico (8-11 October, 2003).
- أكتوبر 2002: المشاركة في المهرجان العلمي والثقافي الثالث للإبداع والتفوق. الأمانة العامة للتربية الخاصة، وزارة التربية، الكويت. (2002). تقديم ورقة بحث بعنوان: «دور التشريعات والقوانين في إيجاد البيئة المحفزة على الإبداع والابتكار».
- نوفمبر 2001: المشاركة في المؤتمر الاستشاري الدولي حول مدرسة التربية في العلاقة بين حرية العقيدة والدين والتسامح وعدم التفرقة العنصرية. المفوضية العليا لحقوق الإنسان، الأمم المتحدة. مدريد، إسبانيا (25-23 نوفمبر 2001).
- أكتوبر 2001: المشاركة في المؤتمر الدولي السنوي للجامعة الأمريكية. بيوبلا، المكسيك (20-17 أكتوبر 2001).
- مايو 2001: المشاركة في المؤتمر العالمي للإمام الشهيد الصدر. قم، الجمهورية الإسلامية الإيرانية.

تقديم ورقة بحث بعنوان: «نظرية الإمام محمد باقر الصدر المتقدمة في المعرفة».
- أكتوبر 2000: المشاركة في المؤتمر السابع للجمعية الدولية للدراسات الشرق أوسطية الثالث السنوي للجمعية الأوربية للدراسات الشرق أوسطية (IAMES). جامعة برلين الحرة، ألمانيا (8-4 أكتوبر 2000).
- يناير 2000:

المشاركة في المؤتمر السنوي العاشر لأمن الخليج. معهد الدراسات السياسية والدولية (IPIS)، وزارة الخارجية. طهران، الجمهورية الإسلامية الإيرانية (25-24 يناير 2000). تقديم ورقة بحث بعنوان: «منطقة الخليج بين ضغوطات العولمة الاقتصادية وتحديات التكامل الإقليمي».
- أكتوبر 1999: المشاركة في الحلقة النقاشية لمؤتمر ولتون بارك (Wilton Park 580th Conference). تحت عنوان: (How Best To Bring Lasting Stability To The Gulf?). (29-25 أكتوبر 1999).
- سبتمبر 1999: المشاركة في المؤتمر الثالث السنوي للجمعية الأوربية للدراسات الشـرق أوسـطية (EURAMES). جامعة غينت، بلجيكا (29-27 سبتمبر 1999).

أغسطس 1999:المشاركة في المؤتمر الدولي حول الحد من التسلح في الشرق الأوسط (التجربة الأمنية الآسيوية: دروس للشرق الأوسط). (جامعة كاليفورنيا ـ لوس أنجليس، جامعة موناش ـ أستراليا). ميلبورن، أستراليا (27-23 أغسطس 1999).
- أكتوبر 1998:المشاركة في مناقشة وإعداد التقرير النهائي لمشروع مركز ستوكهولم لأبحاث السلام الدولي SIPRI حول نظام الأمن الإقليمي في الشرق الأوسط. الرباط، المملكة المغربي (14-12 أكتوبر 1998).
- سبتمبر 1998:المشاركة في المؤتمر الدولي للأمم المتحدة حول الاستخدامات الكامنة لصور الأقمار الصناعية التجارية في الشرق الأوسط. جنيف، الأمم المتحدة (31 أغسطس ـ 3 سبتمبر 1998).
- يوليو 1998:المشاركة في المؤتمر الدولي حول النظرة المستقبلية لرؤى النظام الأمني والحد من التسلح في الشرق الأوسط في عام 2013 (مركز الدراسات الإستراتيجية النرويجية، جامعة كاليفورنيا ـ لوس أنجليس، الوكالة الأمريكية للحد من التسلح ونزع السلاح). ليليهامر، النرويج (17-13 يوليو 1998).
- فبراير 1998: المشاركة في مؤتمر البرلمانيين الدولي حول الأسكان: كنكون، المكسيك.The Second International Parliamentarians Conference on Habitat (Cancon, Mexico).
- مايو 1997:المشاركة في مناقشة وإعداد مشروع مركز ستوكهولم لأبحاث السلام الدولي SIPRI حول نظام الأمن الإقليمي في الشرق الأوسط. سيغتونا، السـويد (27-25 مايو 1997).
- مارس 1997:المشاركة في المؤتمر السنوي لجمعية الدراسات الدولية International Studies Association, Toronto, Canada
- فبراير 1997:المشاركة في مناقشة وإعداد مشروع مركز ستوكهولم لأبحاث السلام الدولي SIPRI حول نظام الأمن الإقليمي في الشرق الأوسط. الإسكندرية (25-23 فبراير 1997).
- إبريل 1996:المشاركة في المؤتمر السنوي لجمعية الدراسات الدولية International Studies Association, San Diego, California (USA)
- ديسمبر 1995:المشاركة في المؤتمر الدولي حول موضوع (علم السياسة: حالة الحقل). القاهرة: جامعة القاهرة. تقديم ورقة بحث بعنوان: «المكاسب النسبية والمكاسب المطلقة في تفسير ظواهر التعاون الدولي: دراسة نقدية مقارنة بين المدرسة الواقعية الجديدة والمدرسة الليبرالية المؤسسية».
- ديسمبر 1995:المشاركة في الندوة الدولية حول (الخليج والهيكلية المتطورة للنظام الدولي). طهران: جمهورية إيران الإسلامية: مركز الدراسات السياسية والدولية (IPIS)، وزارة الخارجية. تقديم ورقة بحث بعنوان: «الخليج ومحاولات الهيمنة العالمية على منافع النفط: دراسة استشرافية حول الآفاق المستقبلية للعلاقات الدولية في المنطقة».
- نوفمبر 1995:المشاركة في المؤتمر السنوي لجمعية العلوم السياسية الشمالية-الشرقية Northeastern Political Science Association, Nework, New Jersey (USA).
- أبريل 1995: المشاركة في الحلقة العالمية عن (التدخل الحميد). كلية التجارة والاقتصاد والعلوم السياسية، جامعة الكويت (23-19 أبريل 1995). 
المشاركة في الحلقة النقاشية: «التدخل الحميد وتجربة الأمم المتحدة وطموحات المستقبل».
- مارس 1995:المشاركة في مؤتمر مسيرة الإصلاح الوطني، الجمعية الاقتصادية الكويتية، دولة الكويت.
- فبراير 1995:المشاركة في المؤتمر السنوي لجمعية الدراسات الدولية International Studies Association, Chicago, Illinois (USA).
- أبريل 1994: المشاركة في المؤتمر العالمي عن آثار العدوان العراقي على دولة الكويت. دولة الكويت. تقديم ورقة بحث بعنوان: «مستقبل سياسة الكويت الخارجية: معضلة الترتيبات الأمنية المتضاربة»

خدمة المجتمع:
- يوليو 1997:المشاركة في برنامج «أكثر من رأي» حول موضوع مسيرة الإعلام العربي. دولة قطر: قناة الجزيرة (4 يوليو 1997).
- ديسمبر 1994:المشاركة في إعداد وإدارة برنامج تدريبي «تنمية المهارات الدبلوماسية». جامعة الكويت: لجنة التدريب والاستشارات بكلية التجارة والاقتصاد والعلوم السياسية (28-17 ديسمبر 1994).
- ديسمبر 1994:المشاركة في ندوة «هل يتحقق الحلم الإسرائيلي في الخليج؟». جريدة الوطـن الكويتية (23-22 ديسمبر 1994).
- أكتوبر 1994:المشاركة في ندوة «الحشود العسكرية العراقية على الحدود الكويتية.. ما المقصود منها؟». كلية التجارة والاقتصاد والعلوم السياسية.
- ديسمبر 1993:إعداد وإدارة برنامج تدريبي «تفكير الجماعة في اتخاذ القرار». وزارة الدفاع: الكلية العسكرية. (الدورة الأولى للقيادات العليا: 25 ديسمبر 1993-24 يناير 1994).
- أغسطس 1993:الإعداد والمشاركة في ندوة «المستقبل السياسي للنظام العراقي». تلفزيون الكويت بمناسبة الذكرى الثانية للغزو العراقي لدولة الكويت.
- أغسطس 1993:المشاركة في ندوة «الإرهاب... الغرب وإيران». جريدة الوطن الكويتية.
- يونيو 1993:المشاركة في ندوة «العلاقات الكويتية ـ الأمريكية». جريدة الوطن الكويتية.

## انتخابات مجلس الأمة
| الانتخابات           | الدائرة الانتخابية | المركز            | عدد الأصوات | النتيجة |
| -------------------- | ------------------ | ----------------- | ----------- | ------- |
| انتخابات 1996        | الدائرة الثامنة    | المركز الأول      | 1,388 صوت   | فاز     |
| انتخابات 1999        | الدائرة الثامنة    | المركز الأول      | 1,572 صوت   | فاز     |
| انتخابات 2003        | الدائرة الثامنة    | المركز الثاني     | 1,696 صوت   | فاز     |
| انتخابات 2006        | الدائرة الثامنة    | المركز الأول      | 5,228 صوت   | فاز     |
| انتخابات 2008        | الدائرة الأولى     | المركز الرابع     | 7,756 صوت   | فاز     |
| انتخابات 2009        | الدائرة الأولى     | المركز التاسع     | 6,827 صوت   | فاز     |
| انتخابات فبراير 2012 | الدائرة الأولى     | المركز السادس عشر | 5,138 صوت   | خسر     |
| انتخابات 2020        | الدائرة الأولى     | المركز الأول      | 5,849 صوت   | فاز     |
| انتخابات 2022        | الدائرة الأولى     | المركز الثاني     | 6,332 صوت   | فاز     |
| انتخابات 2023        | الدائرة الأولى     | المركز الخامس     | 3,560 صوت   | فاز     |

## أبرز مواقفه في مجلس الأمة

### مجلس الأمة 2020
في مجلس الأمة 2020، قدم حسن جوهر استجوابين لرئيس الوزراء صباح الخالد الصباح، الأول بالتعاون مع مهلهل المضف، مهند الساير من محورين وهم التنصل الحكومي من الالتزام الدستوري بنص المادة (98) بتقديم برنامج عملها فور تشكيلها والمحور الثاني النهب المنظم للأموال العامة والعبث بثورات الشعب الكويتي. أما الاستجواب الآخر قدمه مع مهند الساير وخالد مؤنس العتيبي من ثلاثة محاور، الممارسات غير الدستورية لرئيس مجلس الوزراء، تعطيل مصالح المواطنين وعدم التعاون مع المؤسسة التشريعية، النهب المنظم للأموال العامة والعبث بثروات الشعب الكويتي.
| استجواب الوزير حمد جابر العلي (يناير 2022)    | مع الاستجواب |
| استجواب الوزير أحمد ناصر الصباح (فبراير 2022) | مع الاستجواب |
| استجواب الوزير علي حسين الموسى (مارس 2022)    | مع الاستجواب |